# سناء العلوي
سناء العلوي (مواليد 29 أبريل 1987) هي ممثلة فرنسية مغربية. شاركت في عدة أفلام ومسلسلات تلفزيونية في فرنسا والمغرب.
ترأست سناء لجنة التحكيم في مهرجان الأمل الأورو-العربي في إسبانيا في 2012. في عام 2009، حصلت على جائزة الموهبة الجديدة في مهرجان ميدفيلم في روما. في عام 2007، حصلت على جائزة الممثلة الأولى في المهرجان الوطني للفيلم بطنجة عن تحليلها لفيلم عود الورد للحسن زينون.

## روابط خارجية
- سناء العلوي على موقع IMDb (الإنجليزية)
- سناء العلوي على موقع ألو سيني (الفرنسية)
- سناء العلوي على موقع قاعدة بيانات الفيلم (الإنجليزية)